# Ngư Thủy
Ngư Thủy là một xã thuộc huyện Lệ Thủy, tỉnh Quảng Bình, Việt Nam.

## Địa lý
Xã Ngư Thủy nằm ở phía đông huyện Lệ Thủy, có vị trí địa lý:
- Phía đông giáp Biển Đông
- Phía tây giáp xã Hưng Thủy và xã Ngư Thủy Bắc
- Phía nam giáp tỉnh Quảng Trị và xã Sen Thủy
- Phía bắc giáp Biển Đông.

Xã Ngư Thủy có diện tích 23,40 km², dân số năm 2019 là 5.105 người, mật độ dân số đạt 218 người/km².

## Hành chính
Xã Ngư Thủy gồm 10 thôn: Liêm Bắc, Liêm Nam, Tây Thôn, Nam Tiến, Liêm Tiến, Tân Thượng Hải, Nam Hải, Thượng Nam, Thượng Hải, Thượng Bắc.

## Lịch sử
Ngày 6 tháng 1 năm 1983, Hội đồng Bộ trưởng ban hành Quyết định 03-HĐBT. Theo đó, chia xã Ngư Thủy thành 3 xã: Ngư Hòa, Hải Thủy, Ngư Thủy.
Ngày 2 tháng 1 năm 2004, Chính phủ ban hành Nghị định 07/2004/NĐ-CP. Theo đó, đổi tên xã Ngư Thủy thành xã Ngư Thủy Nam và đổi tên xã Hải Thủy thành xã Ngư Thủy Trung.
Trước khi sáp nhập, xã Ngư Thủy Nam có diện tích 9,90 km², dân số là 2.895 người, mật độ dân số đạt 292 người/km², có 5 thôn: Liêm Bắc, Liêm Nam, Tây Thôn, Nam Tiến, Liêm Tiến. Xã Ngư Thủy Trung có diện tích 13,50 km², dân số là 2.210 người, mật độ dân số đạt 164 người/km², có 5 thôn: Tân Thượng Hải, Nam Hải, Thượng Nam, Thượng Hải, Thượng Bắc.
Ngày 10 tháng 1 năm 2020, Ủy ban Thường vụ Quốc hội ban hành Nghị quyết số 862/NQ-UBTVQH14 về việc sắp xếp các đơn vị hành chính cấp xã thuộc tỉnh Quảng Bình (nghị quyết có hiệu lực từ ngày 1 tháng 2 năm 2020). Theo đó, tái lập xã Ngư Thủy trên cơ sở sáp nhập toàn bộ diện tích và dân số của hai xã Ngư Thủy Trung và Ngư Thủy Nam.